# ジュマアト・ジャンタン
ジュマアト・ジャンタン（Juma'at Jantan、1984年2月23日 - ）は、シンガポールの元サッカー選手。現役時代のポジションは、RBもしくはMFで、元シンガポール代表。

## 代表歴
2005年10月11日のカンボジア代表戦で代表デビュー。
U-23代表として2007年の東南アジア競技大会にも参加し、銅メダルを獲得している。

## タイトル

### 代表
シンガポール
- 東南アジア競技大会: 銅 - 2007